# Gewandhaus (Braunschweig)

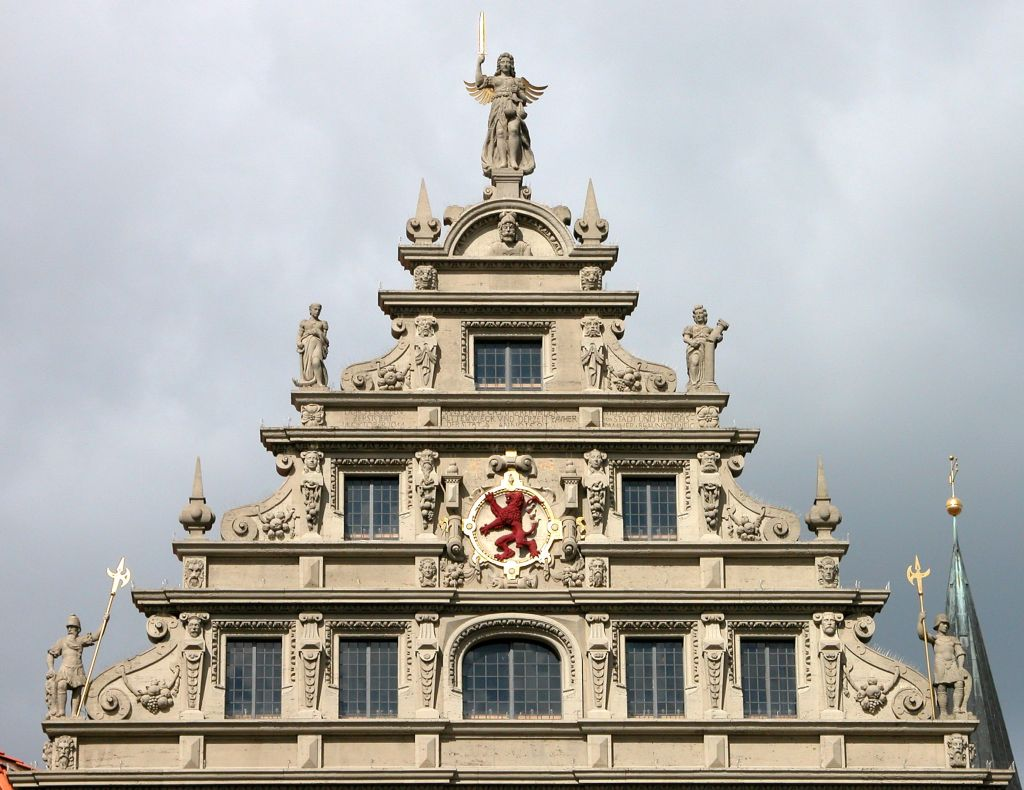
Ostgiebel des Gewandhauses.

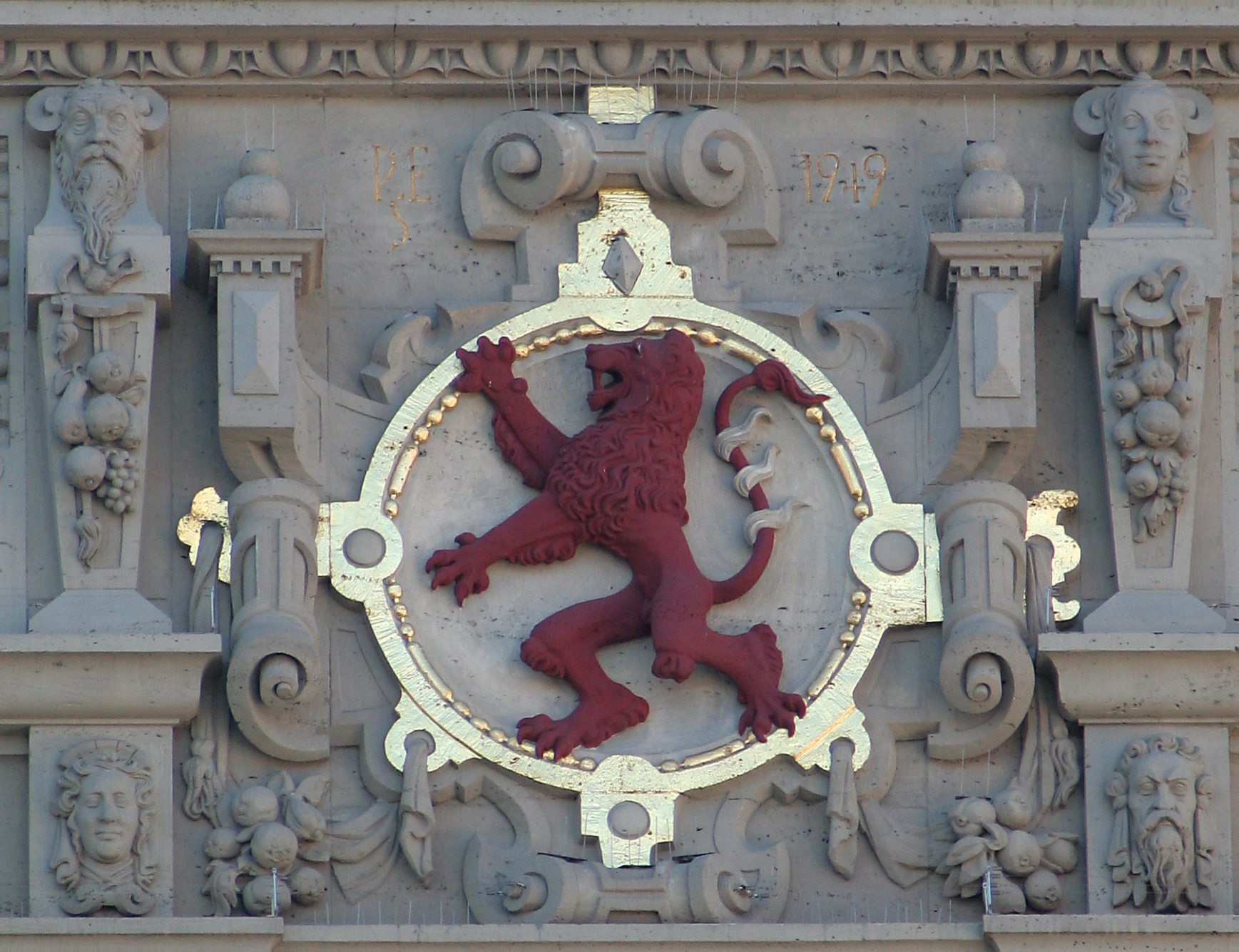
Detail der Ostfassade: Der Braunschweiger Löwe.

Das Gewandhaus am Altstadtmarkt in Braunschweig diente ursprünglich als Lager-, Verkaufs- und Gildehaus der Gilde der Gewandschneider. Die Bezeichnung Gewandhaus leitet sich von der Handelsware der Wandschneider ab, die „gewendetes“ also gefaltet aufbewahrtes Tuch einkauften und es in Abschnitten verkauften.
In der gotischen Halle und den daran angrenzenden Gewölben des Gebäudes sind heute zwei Restaurants ansässig, das Obergeschoss wird seit 1910 von der Industrie- und Handelskammer Braunschweig genutzt.

## Bau- und Nutzungsgeschichte
In der zweiten Hälfte des 13. Jahrhunderts, der ersten Blütezeit der Altstadt Braunschweigs als Handelsmetropole des Mittelalters, reichten die Räumlichkeiten in den Häusern der Handwerker und Kaufleute sowie auf den Höfen der Innungen nicht mehr aus, um die in der Stadt hergestellten Güter zu lagern. Insbesondere traf dies auf die braunschweigischen Tuchwaren zu. Aus diesem Grunde entschloss sich die Bürgerschaft dafür ein neues, großzügiges Gebäude zu errichten, das zugleich als Sitz der städtischen Kaufleute und der wichtigsten Zünfte dienen sollte. Damit wurde es zugleich Gildehaus und Börse.
Das Gewandhaus war mit Sicherheit bereits vor dem Jahr 1268 vorhanden – erst ab diesem Jahr begann der Rat der Stadt seine „Verhandlungen“ in Ratsbüchern schriftlich festzuhalten. Erstmals urkundlich erwähnt wird es dort 1307. Im Jahre 1329 erhielt es einen Weinkeller und wurde 1352 mit einem Schankprivileg versehen, was den Gewölbekeller zum ältesten Gastronomiekeller Niedersachsens macht. Im Mittelalter genoss man dort Bier, Wein und Braunschweiger Mumme.
Im Laufe der Jahre trug das Gebäude verschiedene Bezeichnungen, so u. a.: Kophus (Kaufhaus), Klederhof (Kleiderhof), Gildehaus, Tuchhaus, Klederhus, Wandhus und domus pannicidorum; letztendlich blieb jedoch „Gewandhaus“ der Name, der die Zeiten bis heute überdauerte.
Im Jahre 1368, als der Rat der Stadt noch über kein eigenes Zeughaus verfügte, wurden hier auch die Kanonen der Stadt Braunschweig untergebracht.

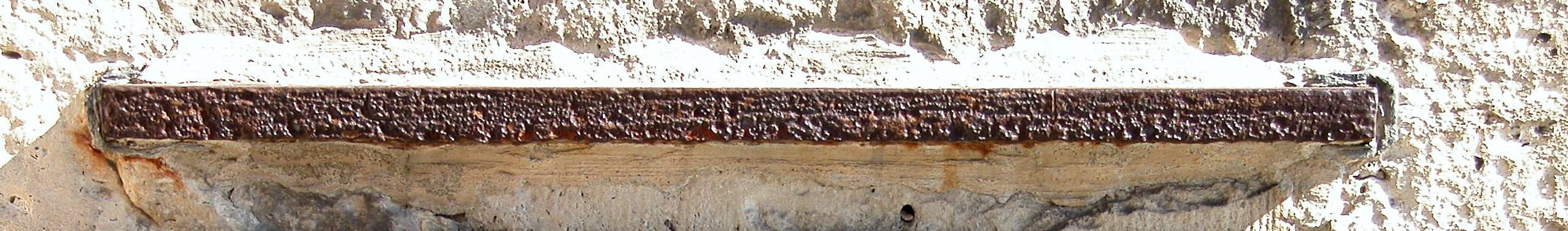
Braunschweiger Elle

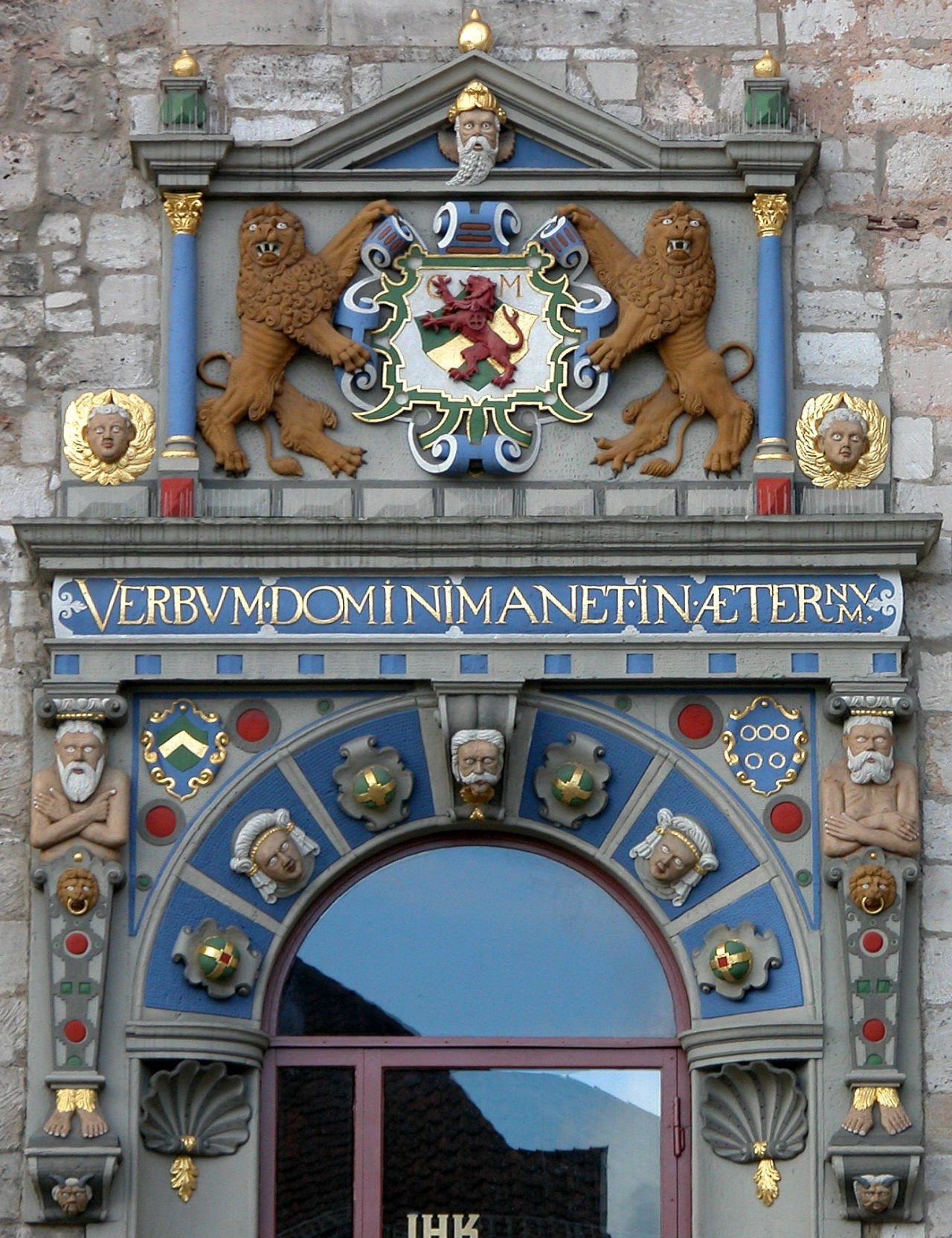
Renaissanceportal von Wolter Hasemann, das sich früher an der Hagenmarkt-Apotheke befand.

Die Gewandschneider verkauften im Gewandhaus ihr Tuch abschnitt- oder ballenweise in den sogenannten „Wandbuden“. Um Käufer wie auch Verkäufer vor Betrügern zu schützen, wurde bereits im 16. Jahrhundert ein „genormtes“ Längenmaß in Braunschweig eingeführt: die „Braunschweiger Elle“. Sie misst 57,07 cm und befindet sich seit alters her gegenüber dem Gewandhaus fest verankert am zweiten Pfeiler des Altstadtrathauses.
Neben Handels- diente das Gewandhaus auch Repräsentationszwecken. Es war ein Ort für Versammlungen und Festlichkeiten. Macht und Reichtum der Gewandschneider, die die älteste und vornehmste Gilde der Stadt stellten, drücken sich im Bau des Gewandhauses aus.
Der erste Umbau des im Laufe der Zeit baufällig gewordenen Gebäudes erfolgte von 1588 bis 1592 nach Entwürfen und unter der Aufsicht des Generalbaumeisters Hans Lampe. Auf ihn geht die Umgestaltung des Ostgiebels als Schaufassade zurück.
Der von dem Hildesheimer Baumeister Wolter im Jahr 1590 gestaltete Westgiebel zeichnet sich durch gotisierende Elemente aus und ist eher schlicht gestaltet, während der in den Jahren 1590–1591 von den Bildhauern Balthasar Kircher und Jürgen Röttger geschaffene Ostgiebel schon im Stil der Renaissance gehalten ist. Dieser Ostgiebel zählt zu den bedeutendsten Werken der Renaissancebaukunst in Niedersachsen.

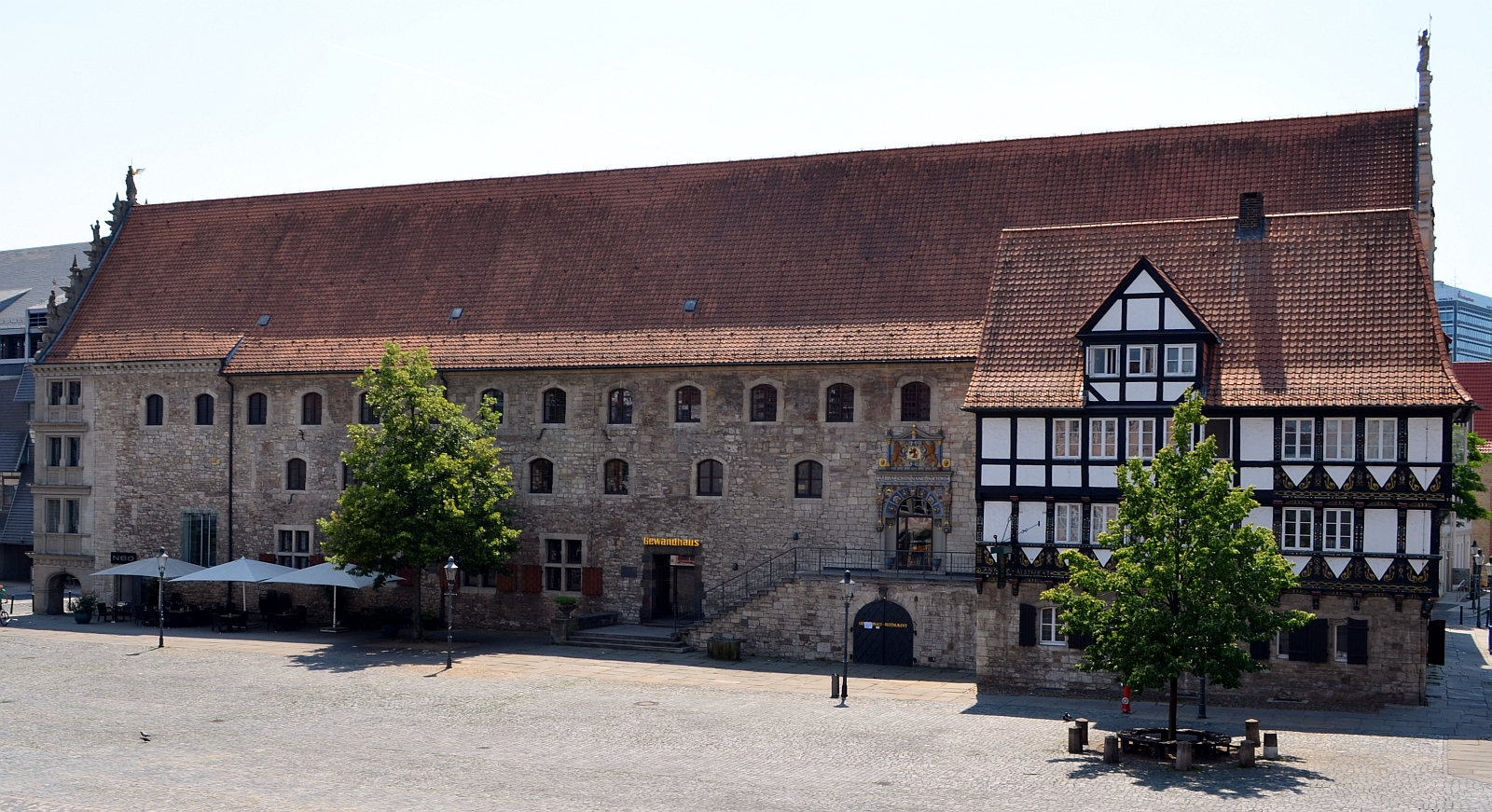
Gewandhaus mit ehemaligem Rüninger Zollhaus (rechts, hinter dem Baum), von Norden aus gesehen.

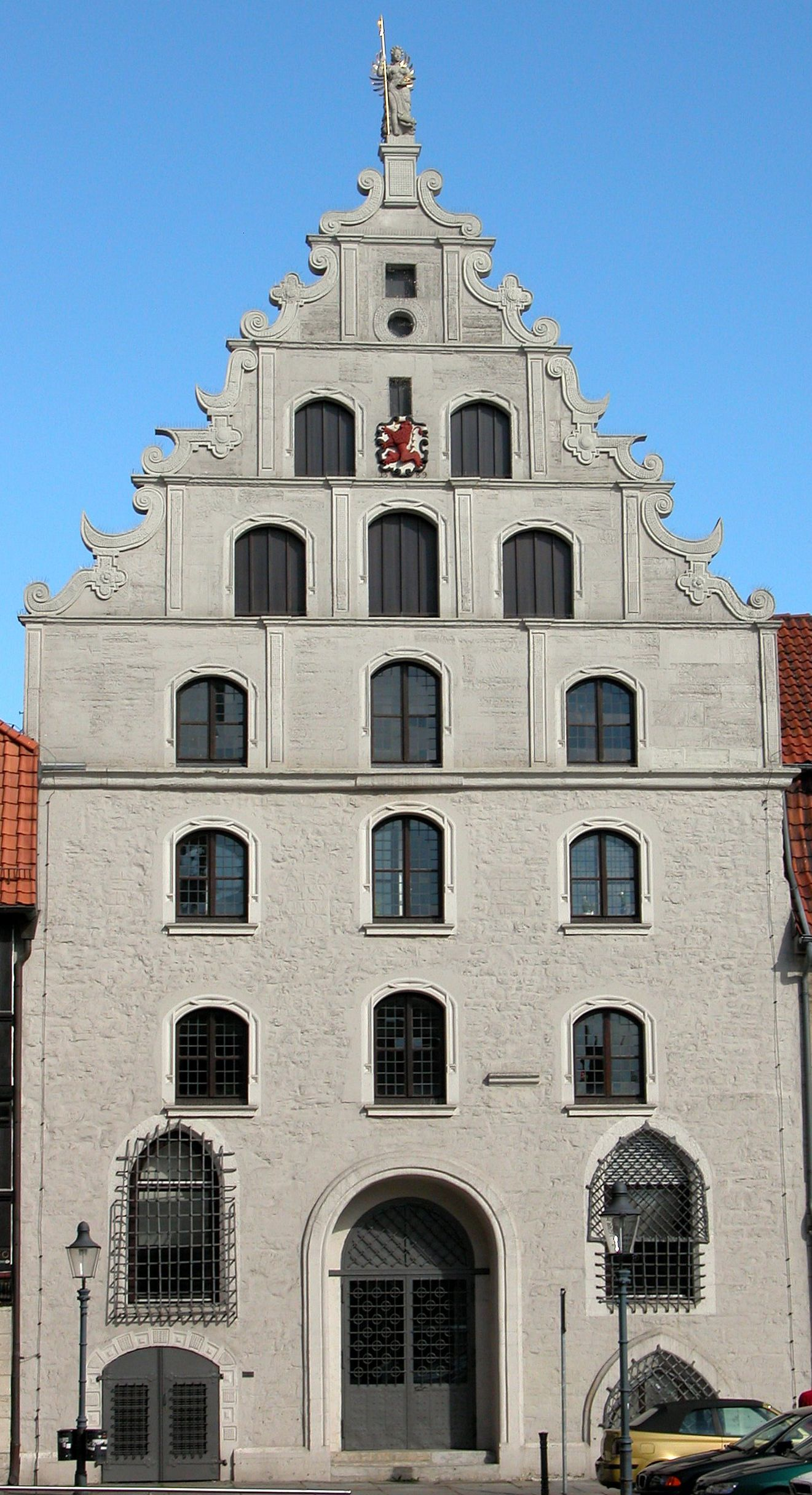
Westfassade

Im Laufe der Zeit durchlief das Gewandhaus nun verschiedene Zweckbestimmungen: So war es nach dem Umbau z. T. Kornspeicher und schließlich Lager für allerlei Dinge. Im 19. Jahrhundert wurde das Gewandhaus als Magazin und Weinhandlung, während der Braunschweiger Messen als Verkaufslokal genutzt. Mit dem Caspari-Vertrag aus dem Jahr 1858 ging es in Staatsbesitz über und wurde im Jahr 1907 an die Stadt Braunschweig verkauft.
Im Jahr 1905 traten die Eigentümer jener Gebäude, die direkt an die Südseite des Gewandhauses angrenzten mit dem Vorhaben an die Stadt heran, diese größtenteils kleinen, baufälligen und noch aus dem Mittelalter stammenden Fachwerkhäuser abreißen zu lassen, um dort Neubauten errichten zu können. Dies hätte baulich u. U. erhebliche Nachteile für das Gewandhaus mit sich bringen können und deshalb wurde nach längeren Verhandlungen zwischen der Stadt, der herzoglichen Regierung und der IHK, erzielte man 1906 folgende Lösung: Die IHK Braunschweig erwarb die alten Häuser auf der Südseite, um dort ein Dienstgebäude für sich errichten zu können. Die Stadt Braunschweig wiederum erwarb das Gewandhaus, das Eigentum des sogenannten „Kammergutes“ der herzoglichen Regierung war, mit der Verpflichtung, die künstlerisch und kunstgeschichtlich wertvollen Gebäudeteile dauerhaft zu erhalten. Des Weiteren räumt die Stadt der IHK gegen Übernahme der Unterhaltung des baulichen Zustandes sowie der zu zahlenden Steuern auf unbestimmte Zeit ein Nießbrauchsrecht an dem Gebäude ein.
Kurz darauf wurden die Buden und Fachwerkhäuser in der Straße Garküche abgerissen. Anstelle dieser wurde ein Neubau für die Industrie- und Handelskammer errichtet, der weitgehend an die Architektur des Gewandhauses angepasst wurde. Die neuen Diensträume der IHK wurden im Jahre 1910 ihrer Bestimmung übergeben.
Als Folge zahlreicher Luftangriffe im Jahr 1944 brannte das Gewandhaus vollständig aus, lediglich die Ostfassade blieb stehen. Die ursprünglich an der aus Bruchsteinen erbauten Nordseite des Gewandhauses stehende Häuserzeile aus sieben seit dem Jahr 1470 erbauten Fachwerkhäusern wurde ebenfalls im Jahr 1944 vollständig zerstört. Der obere Teil des Ostgiebels stürzte schließlich in einer Sturmnacht des Jahres 1946 in sich zusammen. Danach begannen zunächst die Sicherungsmaßnahmen an den traurigen Resten des Gebäudes.
In den Jahren 1948 bis 1950 wurde das Gewandhaus durch die Architekten und Bildhauer Friedrich Wilhelm Kraemer, Jakob Hofmann, Kurt Edzard und Karl Paul Egon Schiffers rekonstruiert und teilweise mit modernen Formen ergänzt. So trägt einer der Maskenköpfe am Ostgiebel des Gewandhauses die Gesichtszüge von Pablo Picasso und ein anderer ist ein Selbstporträt eines der beteiligten Bildhauer. Unter allen steinernen Köpfen waren ursprünglich steinerne Reliefs, die Gehänge aus Früchten darstellten, angebracht. Bei der Rekonstruktion wurde das Früchterelief unter dem im Giebeldreieck angebrachten Kopf rechts neben dem unteren Korbbogenfenster durch ein steinernes Relief eines Ordensbündels ersetzt. In einer Broschüre des Jahres 1953 über den Wiederaufbau des Gewandhauses wird die Intention des betreffenden Bildhauers im Jahr 1946 folgendermaßen erklärt: „... was zur Zeit geopfert worden wäre, das sei der Idealismus der Jugend gewesen und so hängte er als Opfer der Gutgläubigkeit ein Bündel von Orden und Ehrenzeichen an die entsprechende Stelle.“
Friedrich Wilhelm Kraemer restaurierte die Nordwand des Gewandhauses, die durch die unregelmäßige Anordnung der Fenster sowohl in der Waagerechten als auch Senkrechten und deren wechselnden Abständen und unterschiedlichen Größen der langgestreckten Nordmauer ein auffälliges und abwechslungsreiches Aussehen verleihen.

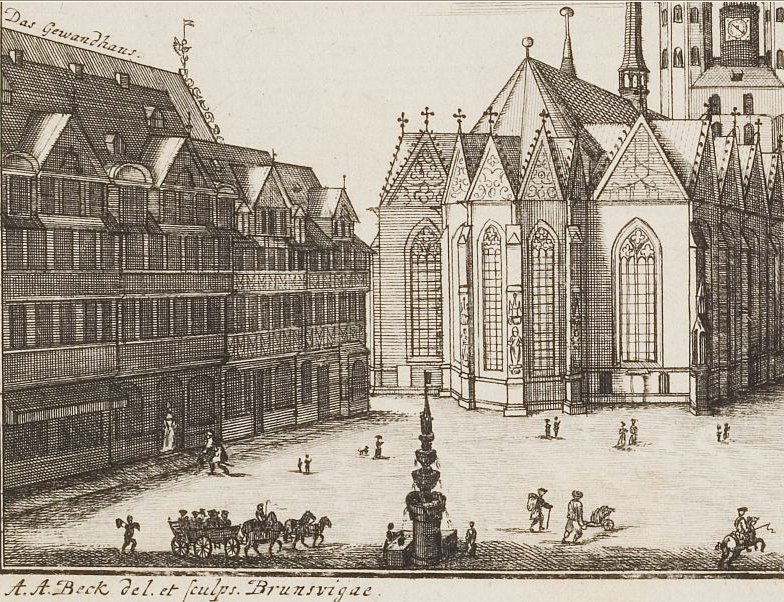
Die Krambuden an der Nordfassade des Gewandhauses, links im Bild.
Radierung von Anton August Beck, 1776

Bei dem sich am nordwestlichen Teil der Gewandhausfront anschließenden Fachwerkhaus, das sich schräg gegenüber dem Chor der Martinikirche befindet, handelt es sich um das ehemalige Rüninger Zollhaus aus dem Jahre 1643. Nachdem es in Rüningen abgebaut worden war, wurde es in den Jahren 1948–1950 am Altstadtmarkt wieder aufgebaut, um teilweise die Lücke zu schließen, die der Bombenkrieg 1944 hinterlassen hatte. Das Zollhaus wurde nachträglich in Höhe und Aussehen den Krambuden angepasst, die sich seit 1470 an der Nordseite des Gewandhauses befanden.
An dieses Fachwerkhaus schließt sich das im Jahr 1590 erbaute Renaissanceportal der ehemaligen Apotheke am Hagenmarkt an. Dieses Portal trägt eine Wappenkartusche mit dem Braunschweiger Löwen in der über der Schulter des Löwen ein kleines mit Messern besetztes Rad zu sehen ist. Dieses Rad ist eines der Attribute der heiligen Katharina, die die Schutzpatronin des Weichbildes Hagen und der Braunschweiger Katharinenkirche ist.
Im Jahr 1976 wurde die Fassade des Gewandhauses renoviert.

## Aufbau der Ostfassade

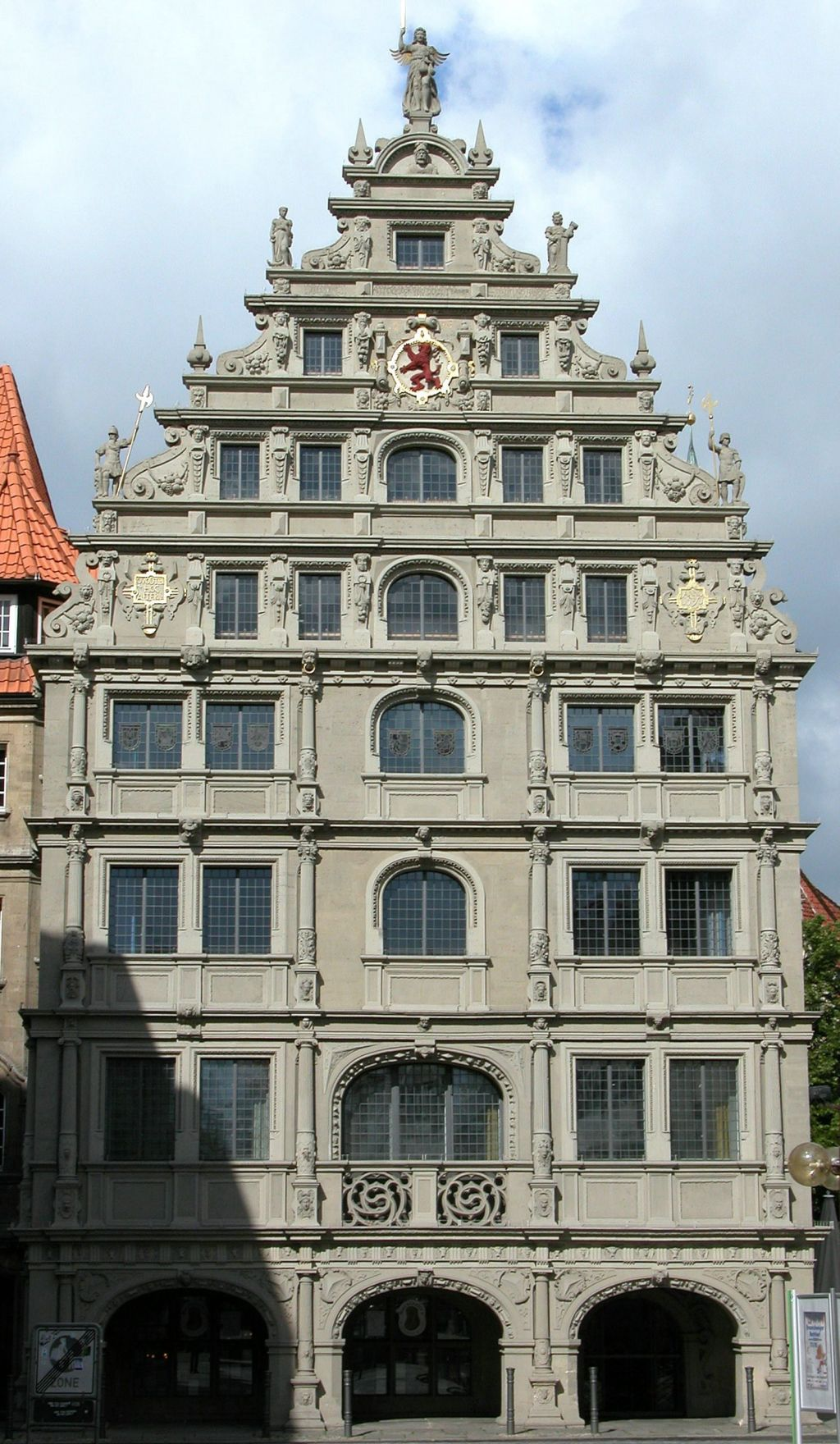
Ostfassade

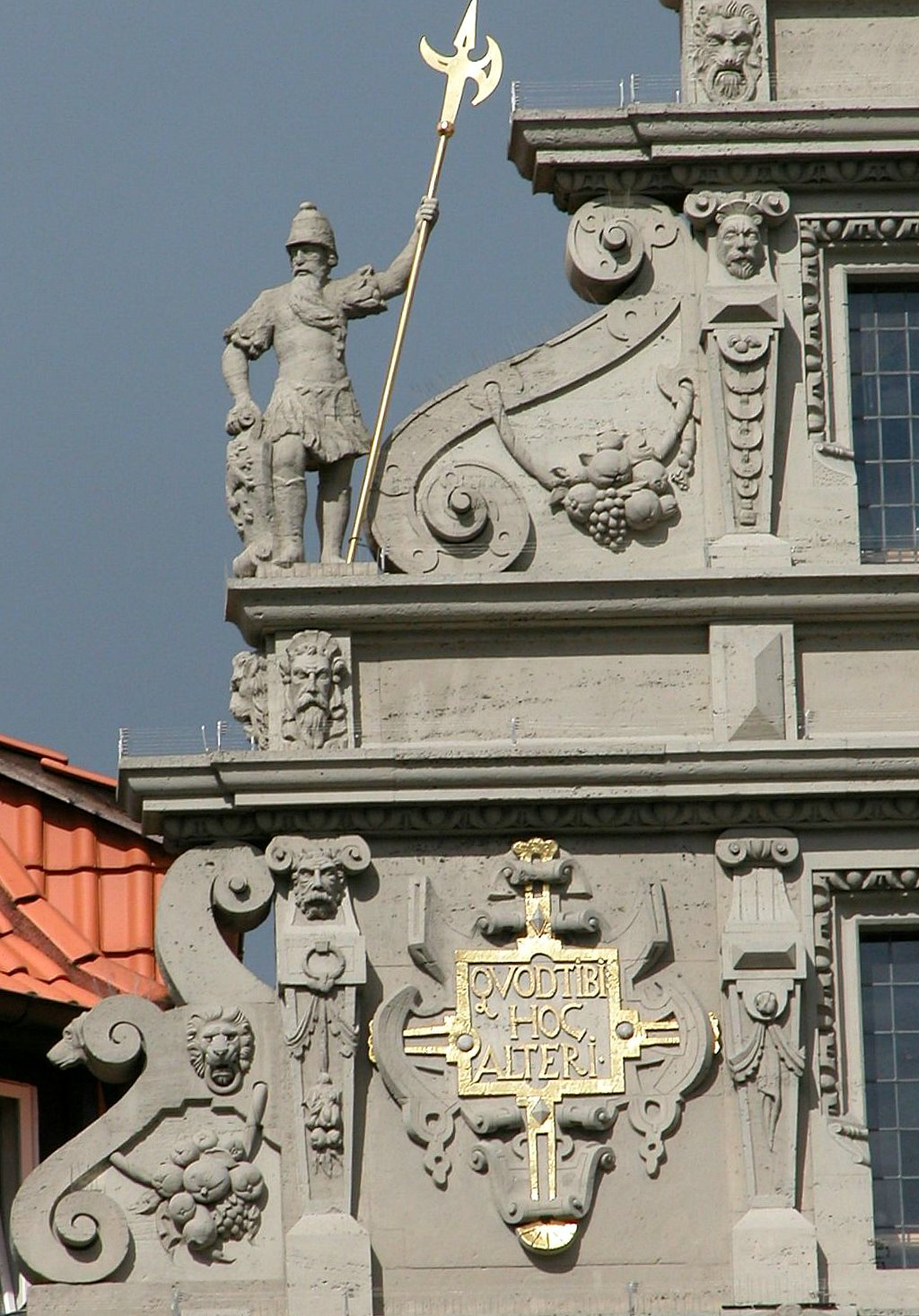
Quod tibi hoc alteri

Die Ostfassade ist aus einem Quadrat mit einem aufgesetzten gleichseitigen Dreieck gebildet. Sie ist als Schauwand gestaltet und in vier Stockwerke unterteilt, die durch Säulen in drei Achsen gegliedert werden und sich als niedrige Gesimse präsentieren.
Die niedrigen Geschosse im Inneren des Gebäudes mussten mit den steilen Linien einer Giebelfassade in Einklang gebracht werden. Dies erreichten die Bildhauer durch die Betonung der Mittelachse und durch die geschickte Verbindung vertikaler und horizontaler Elemente.
Das unterste Geschoss ist eine offene Halle, die als von drei Korbbögen getragene Arkade gestaltet ist. Vertikal werden die sich darüber anschließenden drei Geschosse durch schlanke Säulen gegliedert, die rechts und links paarig angeordnete, rechteckige Fenster zeigen und in der Mitte die Achse betonende Fenster mit Korbbögen aufweisen.
Darüber ist ein ebenfalls in vier Geschosse gegliederter Giebel aufgesetzt, der mit ornamentierten Pilastern und Hermen geschmückt ist. Auch hier sind in der Mitte Fenster mit Korbbögen eingesetzt, die von je zwei schmalen rechteckigen Fenstern flankiert werden. Über diesen ist das Stadtwappen mit dem Braunschweiger Löwen an einem durch Triangulatur bestimmten Fixpunkt in einer Kartusche angebracht. Neben dem Wappen trägt der Giebel noch zwei Inschrifttafeln: Zum einen Anno 1590, zum anderen eine Tafel mit der Inschrift Quod tibi hoc alteri („was für dich, das auch für andere“).
Auf den Enden der Gesimse befinden sich die Figuren zweier Krieger mit Hellebarden in der Hand, darüber – abwechselnd mit kleinen Obelisken – Personifikationen der Tugenden Hoffnung (Spes) und Tapferkeit (Fortitudo). Gekrönt wird der Giebel von einer Figur der Gerechtigkeit (Justitia), die Waage und Schwert in den Händen hält.
Einen ähnlichen Aufbau wie der Giebel des Gewandhauses zeigt das im Jahr 1592 erbaute Haus zum Ritter in Heidelberg und noch 1892 diente der Giebelaufbau als Vorlage für die nachempfundenen Renaissance-Elemente eines Bankhauses an der Braunschweiger Martinikirche. Auch die Fassaden des 1891/92 erbauten Viktoriahauses in Dresden (1945 zerstört) waren aus dem Vorbild des Gewandhaus-Ostgiebels entwickelt worden.
In den Jahren 1857 und 1858 wurde der Ostgiebel restauriert.
In einer Broschüre über den Wiederaufbau des Gewandhauses aus dem Jahr 1953 wird der harmonische Aufbau des Ostgiebels des Gewandhauses folgendermaßen beschrieben: Selten ist in einem deutschen Renaissancebau Reichtum und Prunk so schlicht dargeboten, strenge Formbildung so reizvoll gelockert worden wie in diesem Stück einer spezifisch deutschen ‚Klassik' .